# Gmina Lekenik
Gmina Lekenik (chorw. Općina Lekenik) – gmina w Chorwacji, w żupanii sisacko-moslawińskiej. W 2011 roku liczyła  6032 mieszkańców.